# Motorway M56
La motorway M56 è un'autostrada del Regno Unito che collega Cheadle (Grande Manchester) a Mollington (Cheshire). L'autostrada è lunga 53,6 km.

## Percorso
|      |                                                                         |                                                                |        |                |  |
| Tipo | Direzione                                                               | Direzione                                                      | Uscita | Strada europea |  |
|      | Cheadle                                                                 | Mollington                                                     |        |                |  |
|      | Ring Rd (E & N), Stockport, Sheffield (M67), Leeds (M62) M60            |                                                                | 4      |                |  |
|      | Manchester (C), Didsbury A34                                            |                                                                | 1      |                |  |
|      |                                                                         | Altrincham, Wythenshawe (M60) A560                             | 2      |                |  |
|      | Manchester (C), Ring Rd (W & N) (M60), L'pool (M62), Bolton (M61) A5103 |                                                                | 3      |                |  |
|      |                                                                         | Wythenshawe                                                    | 4      |                |  |
|      | Manchester Airport                                                      | Manchester Airport                                             | 5      |                |  |
|      | Hale, Wilmslow, Macclesfield A538                                       | Wilmslow, Hale, Macclesfield A538                              | 6      |                |  |
|      | Northwich A556, Altrincham (A56)                                        | Birmingham (M6), Northwich A556, Lymm A56                      | 7/8    |                |  |
|      | Preston, Birmingham, Leeds (M62), Manchester (N), Lymm (A50) M6         | Preston, Liverpool (M62), Warrington, Lymm (A50) M6            | 9      |                |  |
|      | Warrington, Northwich A49                                               | Northwich, Warrington A49                                      | 10     |                |  |
|      | Runcorn (E), Warrington A56                                             | Preston Brook, Daresbury A56                                   | 11     |                |  |
|      | Runcorn, Airport, Widnes, Northwich A557                                | Frodsham, Runcorn, Airport, Widnes A557                        | 12     |                |  |
|      | Stanlow, Helsby A5117, area di servizio "Chester"                       | Helsby, Stanlow, Chester Zoo A5117, area di servizio "Chester" | 14     |                |  |
|      |                                                                         | Ellesmere Port, Birkenhead M53 - Chester, Wrexham M53          | 15     |                |  |
|      | Elesmere Port A5117, Whitchurch (A41)                                   |                                                                | 16     |                |  |